# Danh sách bài hát quán quân Billboard Global 200 năm 2020
Billboard Global 200 là bảng xếp hạng âm nhạc hàng tuần do tạp chí Billboard công bố. Billboard Global 200 xếp hạng các bài hát hàng đầu trên toàn cầu và dựa trên doanh số bán đĩa kỹ thuật số và phát trực tuyến từ hơn 200 vùng lãnh thổ trên toàn thế giới. Nó chính thức ra mắt vào tháng 9 năm 2020, mặc dù bảng xếp hạng được công bố lần đầu tiên vào giữa năm 2019.
Trên Global 200, có bảy đĩa đơn đạt vị trí quán quân trong năm 2020.

## Lịch sử xếp hạng
| Ấn bản ngày | Billboard Global 200               | Billboard Global 200                     | Billboard Global Excl. US | Billboard Global Excl. US | Ct     |
| Ấn bản ngày | Tựa đề                             | Nghệ sĩ                                  | Tựa đề                    | Nghệ sĩ                   | Ct     |
| ----------- | ---------------------------------- | ---------------------------------------- | ------------------------- | ------------------------- | ------ |
| 19 tháng 9  | "WAP"                              | Cardi B hợp tác cùng Megan Thee Stallion | "Hawái"                   | Maluma                    | [ 1 ]  |
| 26 tháng 9  | "WAP"                              | Cardi B hợp tác cùng Megan Thee Stallion | "Dynamite"                | BTS                       | [ 2 ]  |
| 3 tháng 10  | "Dynamite"                         | BTS                                      | "Dynamite"                | BTS                       | [ 3 ]  |
| 10 tháng 10 | "WAP"                              | Cardi B hợp tác cùng Megan Thee Stallion | "Dynamite"                | BTS                       | [ 4 ]  |
| 17 tháng 10 | "Savage Love (Laxed – Siren Beat)" | Jawsh 685, Jason Derulo và BTS           | "Lovesick Girls"          | Blackpink                 | [ 5 ]  |
| 24 tháng 10 | "Dynamite"                         | BTS                                      | "Dynamite"                | BTS                       | [ 6 ]  |
| 31 tháng 10 | "Dynamite"                         | BTS                                      | "Dynamite"                | BTS                       | [ 7 ]  |
| 7 tháng 11  | "Positions"                        | Ariana Grande                            | "Positions"               | Ariana Grande             | [ 8 ]  |
| 14 tháng 11 | "Positions"                        | Ariana Grande                            | "Dákiti"                  | Bad Bunny and Jhay Cortez | [ 9 ]  |
| 21 tháng 11 | "Dákiti"                           | Bad Bunny and Jhay Cortez                | "Dákiti"                  | Bad Bunny and Jhay Cortez | [ 10 ] |
| 28 tháng 11 | "Dákiti"                           | Bad Bunny and Jhay Cortez                | "Dákiti"                  | Bad Bunny and Jhay Cortez | [ 11 ] |
| 5 tháng 12  | "Life Goes On"                     | BTS                                      | "Life Goes On"            | BTS                       | [ 12 ] |
| 12 tháng 12 | "Dákiti"                           | Bad Bunny and Jhay Cortez                | "Dákiti"                  | Bad Bunny and Jhay Cortez | [ 13 ] |
| 19 tháng 12 | "All I Want for Christmas Is You"  | Mariah Carey                             | "Dákiti"                  | Bad Bunny and Jhay Cortez | [ 14 ] |
| 26 tháng 12 | "All I Want for Christmas Is You"  | Mariah Carey                             | "Dynamite"                | BTS                       | [ 15 ] |